# Basketbal op de Middellandse Zeespelen
Basketbal is een van de sporten die tijdens de Middellandse Zeespelen worden beoefend. De sport staat sinds de eerste editie op het programma.

## Geschiedenis
Basketbal stond voor het eerst op het programma van de eerste Middellandse Zeespelen, die in 1951 gehouden werden in het Egyptische Alexandrië. Het gastland ging met de zege aan de haal. In de eerste decennia domineerde Joegoslavië het basketbaltoernooi. Het land wist de basketbalcompetitie liefst vijf keer op zeven edities te winnen. Enkel in 1963 en in 1979, toen de Middellandse Zeespelen nota bene in Joegoslavië plaatsvonden, werd een ander land kampioen.
Sinds 1987 strijden ook de vrouwen om de medailles in het basketbal. Albanië werd de verrassende eerste winnaar. Kroatië is met twee overwinningen recordkampioen bij de vrouwen. In 2013 stond het vrouwenbasketbal voor het eerst sedert 1987 niet op het programma door een gebrek aan landen die wilden deelnemen aan de competitie.
Sedert 2018 wordt er zowel bij de mannen als bij de vrouwen om de medailles gestreden in de 3x3-variant van het basketbal.

## Onderdelen
| Mannen      | • | • | • | • | • | • | • | • | • | • | • | • | • | • | • | • | • |   |   | 17 |  |  |  |  |  |  |  |  |
| Vrouwen     |   |   |   |   |   |   |   |   |   | • | • | • | • | • | • | • |   |   |   | 7  |  |  |  |  |  |  |  |  |
|             |   |   |   |   |   |   |   |   |   |   |   |   |   |   |   |   |   |   |   |    |  |  |  |  |  |  |  |  |
| Mannen 3x3  |   |   |   |   |   |   |   |   |   |   |   |   |   |   |   |   |   | • | • | 2  |  |  |  |  |  |  |  |  |
| Vrouwen 3x3 |   |   |   |   |   |   |   |   |   |   |   |   |   |   |   |   |   | • | • | 2  |  |  |  |  |  |  |  |  |
| Totaal      | 1 | 1 | 1 | 1 | 1 | 1 | 1 | 1 | 1 | 2 | 2 | 2 | 2 | 2 | 2 | 2 | 1 | 2 | 2 | 28 |  |  |  |  |  |  |  |  |

## Medaillewinnaars

### Mannen
| Jaar | Goud        | Zilver      | Brons                         |
| ---- | ----------- | ----------- | ----------------------------- |
| 1951 | Egypte      | Spanje      | Italië                        |
| 1955 | Spanje      | Italië      | Griekenland                   |
| 1959 | Joegoslavië | Spanje      | Verenigde Arabische Republiek |
| 1963 | Italië      | Spanje      | Joegoslavië                   |
| 1967 | Joegoslavië | Italië      | Turkije                       |
| 1971 | Joegoslavië | Turkije     | Griekenland                   |
| 1975 | Joegoslavië | Frankrijk   | Italië                        |
| 1979 | Griekenland | Joegoslavië | Egypte                        |
| 1983 | Joegoslavië | Italië      | Turkije                       |
| 1987 | Turkije     | Spanje      | Griekenland                   |
| 1991 | Italië      | Griekenland | Frankrijk                     |
| 1993 | Italië      | Kroatië     | Frankrijk                     |
| 1997 | Spanje      | Italië      | FR Joegoslavië                |
| 2001 | Spanje      | Griekenland | Italië                        |
| 2005 | Italië      | Griekenland | Spanje                        |
| 2009 | Kroatië     | Griekenland | Turkije                       |
| 2013 | Turkije     | Servië      | Tunesië                       |

### Vrouwen
| Jaar | Goud                  | Zilver    | Brons       |
| ---- | --------------------- | --------- | ----------- |
| 1987 | Albanië               | Turkije   | Syrië       |
| 1991 | Spanje                | Frankrijk | Griekenland |
| 1993 | Bosnië en Herzegovina | Italië    | Spanje      |
| 1997 | Kroatië               | Turkije   | Frankrijk   |
| 2001 | Kroatië               | Italië    | Spanje      |
| 2005 | Turkije               | Kroatië   | Spanje      |
| 2009 | Italië                | Servië    | Kroatië     |

### Mannen 3x3
| Jaar | Goud      | Zilver | Brons    |
| ---- | --------- | ------ | -------- |
| 2018 | Frankrijk | Italië | Slovenië |
| 2022 | Frankrijk | Servië | Spanje   |

### Vrouwen 3x3
| Jaar | Goud      | Zilver    | Brons    |
| ---- | --------- | --------- | -------- |
| 2018 | Frankrijk | Spanje    | Portugal |
| 2022 | Spanje    | Frankrijk | Italië   |

## Medaillespiegel
| Plaats | Land                          | Goud | Zilver | Brons | Totaal |
| 1      | Italië                        | 5    | 7      | 4     | 16     |
| 2      | Spanje                        | 5    | 5      | 5     | 15     |
| 3      | Joegoslavië1                  | 5    | 1      | 2     | 8      |
| 4      | Frankrijk                     | 3    | 3      | 3     | 9      |
| 4      | Turkije                       | 3    | 3      | 3     | 9      |
| 6      | Kroatië                       | 3    | 2      | 1     | 6      |
| 7      | Griekenland                   | 1    | 4      | 4     | 9      |
| 8      | Egypte                        | 1    | 0      | 1     | 2      |
| 9      | Albanië                       | 1    | 0      | 0     | 1      |
| 10     | Bosnië en Herzegovina         | 1    | 0      | 0     | 1      |
| 11     | Servië                        | 0    | 3      | 0     | 3      |
| 12     | Portugal                      | 0    | 0      | 1     | 1      |
| 12     | Slovenië                      | 0    | 0      | 1     | 1      |
| 12     | Syrië                         | 0    | 0      | 1     | 1      |
| 12     | Tunesië                       | 0    | 0      | 1     | 1      |
| 12     | Verenigde Arabische Republiek | 0    | 0      | 1     | 1      |
| Totaal | Totaal                        | 28   | 28     | 28    | 84     |

1: de medailles gewonnen door de Federale Republiek Joegoslavië in 1997 en 2001 werden in de eeuwige medaillestand toegekend aan de Socialistische Federale Republiek Joegoslavië, dat van 1951 tot en met 1991 deelnam aan de Middellandse Zeespelen.